# Gay Ghost
Gay Ghost (rinominato poi Grim Ghost) è un supereroe immaginario nell'Universo DC, la cui prima comparsa risale a Sensation Comics n. 1 (gennaio 1942), pubblicato da una delle compagnie precedenti alla DC Comics, la All-American Publications. Fu creato da Gardner Fox e dall'artista Howard Purcell.

## Storia di pubblicazione
Gay Ghost comparve in Sensation Comics n. da 1 a 13, e nel n. 38, sua ultima comparsa fino a Secret Origins vol. 2 n. 42 (luglio 1989). Più recentemente comparve in Animal Man n. 25 (luglio 1990).

## Biografia del personaggio
Nell'Irlanda del 1700 Keith Everett, Conte di Strethmere, fu ucciso da alcuni passi mentre stava andando a fare la proposta di matrimonio alla sua amata Deborah Wallace. Dopo la sua morte, incontrò il suo antenato, che lo riportò in vita in cambio della promessa di combattere per la giustizia. C'è solo una condizione: avrebbe dovuto aspettare Deborah Wallace, che emigrò in America prima lui che potesse ritornare.
Lo spirito di Everett infestò il castello fino al 1941, quando l'ultimo discendente rimanente di Deborah Wallace, che portava lo stesso nome, ritornò in Irlanda insieme a Charles Collins, il suo promesso fidanzato. Sfortunatamente arrivarono al castello allo stesso tempo in cui giunsero alcuni sabotatori nazisti che uccisero Collins.
Vedendo la sua amata Deborah in pericolo, Everett si impossessò del corpo di Collins, sconfisse il gruppo nemico e ritornò con Deborah in America.

### Limbo
La serie di Grant Morrison in Animal Man, ipotizza che tutti i personaggi un tempo pubblicati dalla DC Comics, e che non sono più attivi, vengono inviati in una dimensione chiamata "Limbo", dove rimangono finché non vengono resuscitati dal ritorno attivo alla pubblicazione. I personaggi non si ricorderanno mai di essere stati nel Limbo. Gay Ghost si trova tra loro, ma dice di non voler essere "riportato indietro", dato che il termine colloquiale della parola "gay" è cambiato dal periodo in cui fu creato negli anni quaranta, e che lui non è omosessuale.

## Poteri e abilità
Gay Ghost è in grado di abbandonare il corpo di Charles Collins quando vuole e può anche materializzarsi/dematerializzarsi a piacere. A parte ciò è un abile spadaccino e un ottimo combattente nel corpo a corpo.